# 유지아
유지아(일본어: ユージア, 영어: Usea)는 반다이 남코 엔터테인먼트의 전투기 비행 시뮬레이션 게임인 《에이스 컴뱃》 시리즈의 여러 작품들에 등장하는 가공의 대륙이다.

## 개요
《에이스 컴뱃 2》에서 무대가 된 대륙은 코드명인 'NA-P2700'으로 불렸다. 대륙의 형태는 이후의 유지아 대륙과 거의 같은 형태로, 유지아라는 지명도 이후 작품들에 그대로 등장했지만, 당시에는 유지아라는 이름으로 불리지 않았다. 대륙 전체를 영토로 하는 유지아라는 국가가 《에이스 컴뱃 3》에서 처음 등장했으며, 《에이스 컴뱃 04》에서 유지아 대륙이라는 지명이 처음 등장했다.
유지아가 작품에서 처음 등장한 것은 《에이스 컴뱃 04》였으나, 당시의 설정은 현재의 스트레인지리얼 세계와 다르게 현실의 세계와 가까운 지형을 하고, 현실의 유라시아, 아메리카와 함께 현재 설정의 아니아 대륙과 유지아 대륙이 공존하고 있었다. 《에이스 컴뱃 5》에서는 대규모로 설정 변경이 이루어져, 오시아 대륙과 베루사 대륙이 추가되고, 현재 설정에 가까운 가공 세계의 기반이 형성되었다. 시리즈가 진행될 때마다 세세한 설정들이 변경되어, 섬의 모양 등 지형의 변화가 이루어지기도 했다. 또한 《에이스 컴뱃 7》 발표 이전에 《에이스 컴뱃 3》가 같은 세계를 무대로 하는 작품인 것이 명확하게 되었다.

## 지리
스트레인지리얼 세계에서 동쪽의 오시아 대륙과 서쪽의 베루사 대륙의 사이에 위치해 있다. 북쪽의 케스케이드양, 남서쪽의 스프링해, 동쪽의 유지아양이라는 바다로 둘러싸여 있다. 에루지아와 중앙 유지아 연합에 의한 동서 대립이나, 지하자원이 풍부한 남부 국가들과 부족한 북부 국가들에 의한 남북 대립을 안고 있으며, 소행성 '율리시스(일본어: ユリシーズ, 영어: Ulysses)'의 낙하나, 오시아와 유크토바니아 등 대륙 바깥의 대국들에 의한 간섭도 있어, 그 복잡한 관계로 인해 역사를 통틀어 수많은 무력 분쟁이 발생하고 있다.

### 나라
그라토비에
그라토비에(일본어: グラトビエ, 영어: Gratobie)는 대륙 남부의 소국이다. 구체적인 영토는 알려져 있지 않다.
노스포인트
노스포인트(일본어: ノースポイント, 영어: North Point)는 대륙 북동쪽의 섬나라이다. 수도는 노스포인트이다. 과거에는 유크토바니아를 가상적국으로 하여 대륙간탄도유도탄 발사 시설인 '인톨러런스 요새(일본어: イントレランス要塞)'를 건설했지만, 이후 방침이 전환되어 군축이 진행되었다. 유지아 대륙 분쟁에서는 쿠데타군에 의해 인톨러런스 요새가 점령당하지만, 유지아 동맹군에 의해 파괴되었다. '대륙 전쟁(일본어: 大陸戦争)'에서는 대륙에서 철수한 '독립 국가 연합군(일본어: 独立国家連合軍, ISAF)'의 사령부가 되었다. '환태평양 전쟁(일본어: 環太平洋戦争)'에서는 오시아와 유크토바니아 간 회담의 장이 될 예정이었다. '등대 전쟁(일본어: 灯台戦争)'에서는 국제 정전 감시군의 기지가 위치해 있었지만 중립을 취했다. 또한 오시아와 에루지아 간 불가침 조약 체결의 장이 될 예정이었다.
델라루스
델라루스(일본어: デラルーシ, 영어: Delarus) 공화국은 대륙 북부의 소국이다. 구체적인 영토는 알려져 있지 않다.
보르고델레스트
보르고델레스트(일본어: ボルゴデレスト, 영어: Bulgurdarest, Borgo dell'Est)는 대륙 동부의 소국이다. 친오시아 정책을 취하고 있다. 국토 전체를 장벽으로 둘러싸고 있다. 등대 전쟁에서는 에루지아군의 진격으로 에루지아의 점령지와 접하게 되었다. 오시아군에게는 비행장을 연료 보급 기지로 사용하는 것을 허용하고 있었지만 에루지아와의 적대는 원치 않고, 병사들에게는 에루지아군을 자극하지 말라고 지시했다.
보스루지
보스루지(일본어: ボスルージ, 영어: Voslage)는 실라지와 인접하여 위치한 나라이다. 원래 보스루지 공화국으로 존재하다가 에루지아의 침공을 받아 에루지아령이 되었다. 인접한 실라지와 협력하여 등대 전쟁 중에 보스루지 공화국의 독립을 선언했다.
산살바시온
산살바시온(일본어: サンサルバシオン, 영어: San Salvacion)은 대륙 서부의 중립국이다. 수도는 산살바시온이다. 에루지아와 중앙 유지아 연합의 사이에 위치해 있다. 대륙의 동서를 잇는 교통의 요지로, 여러 차례 전쟁에 휘말린 역사를 가지고 있다. 산살바시온의 이권을 둘러싸고 주변국들은 더 이상의 출혈 없이 분쟁을 해결하기 위해 산살바시온을 중립국으로 독립시켰다. 그러한 역사적 이유로 국제 분쟁의 조정 장소가 되었다. 대륙 전쟁에서는 초기에 에루지아군의 공격을 받아 국토를 점령당했으나, 독립 국가 연합군의 반격으로 국토를 해방하고 독립을 되찾았다. 등대 전쟁에서도 전장이 되었다.
셀라타푸라
셀라타푸라(일본어: セラタプラ, 영어: Selatapura)는 건터 반도에 위치한 도시 국가이다. 원래 에루지아의 영토였으나, 대륙 전쟁으로 에루지아에서 독립했다.
적도에 가까워 열대 기후가 나타난다. 습윤한 대기로 날씨가 거칠어지기 쉽고, 폭우가 내리기도 한다. 율리시스의 파편이 연안 20km 지점에 낙하하여, 해일으로 연안 도시가 파괴되고 3먄여 명의 사망자가 나왔다. 에루지아에서 독립한 후에는 다국적 기업의 진출으로 높은 경제 성장을 이루어, 10년 간 500%가 넘는 국내 총생산 증가를 기록했다. 적도에 가깝고, 경제자유구역으로 출입하기도 쉬워, 오시아에 의한 우주 엘리베이터 건설지를 유치하는 데에 성공했다.
실라지
실라지(일본어: シラージ, 영어: Shilage)는 건터 반도 북쪽의 내륙에 위치한 나라이다. 원래 실라지 대공국(일본어: シラージ大公国, 영어: Grand Duchy of Shilage)으로 존재하다가 혁명으로 군주정이 전복되고, 그 직후 에루지아의 침공을 받아 에루지아령 실라지 자치주가 되었다. 독립 열망이 강하고, 인접한 보스루지와 협력하여 등대 전쟁 중에 독립을 선언했다. 지형은 완만한 구릉 지대로, 그 중 높은 산 위에는 중세에 세워진 실라지 성이 있다. 산 주위에는 시가지가 있으며, 강과 호수, 넓은 숲을 끼고 있다.
앰버
앰버(일본어: アンバー, 영어: Amber) 공화국은 대륙 서부의 앰버산맥 부근에 위치한 것으로 알려진 나라이다. 1990년대에는 남부 국경에서 에루지아와 중앙 유지아 연합의 군대가 대치하고 있었다.
 에루지아
에루지아(일본어: エルジア, 영어: Erusea)는 대륙 서부에 위치한 나라이다. 수도는 파반티이다. 유지아 서부 일대를 영토로 하고 있으며, 대룩 전쟁 발발 당시에는 독립 국가 연합군 전체에 필적하는 규모의 군사력을 보유한 군사대국이었다.
20세기에는 군주국으로, 국호는 에루지아 왕국이었다. 팽창주의 정책으로 실라지 등 주변국을 병합했다. 어느 전쟁에서의 패전으로 왕국에서 공화국으로 전환하고, 국호는 에루지아 공화국이 되었다. 이후에도 팽창주의를 계속하여 보스루지를 병합했다. 1990년대에는 중앙 유지아 연합과 대립 관계에 있었고, 1990년대 후반에는 유지아 동맹군에 참가했으나 분쟁으로 인해 유지아 동맹군이 붕괴한 이후 다시 중앙 유지아 연합과 대립하게 되었다. 율리시스 낙하 이후에는 동쪽의 나라들에서 오는 난민에 시달리다 대륙 전쟁을 일으켜 해결을 시도했으나, 패전하여 영토의 할양이나 독립을 허락하고 독립 국가 연합군에 의한 과도 자치 정부가 수립되었다. 2010년대에는 왕정복고로 국호가 다시 에루지아 왕국이 되었다. 과거 에루지아의 영토였던 셀라타푸라에 오시아의 주도로 우주 엘리베이터가 건설되자, 이에 반발하며 오시아와 오시아군이 주둔한 대륙 여러 나라들에 선전포고하여 등대 전쟁을 일으켰다. 등대 전쟁으로 국토가 혼란에 빠지고, 과거 에루지아에 병합된 지역들이 독립을 선언하며, 국가주의 세력인 자유 에루지아가 북부에서 활동하고 있다.
중앙 유지아 연합
중앙 유지아 연합(일본어: 中央ユージア連合, 영어: Federation of Central Usea, FCU)은 대륙 동쪽 나라들의 연합 국가이다. 대통령제이다. 포트에드워즈를 영유하고 있다는 것은 알려져 있으나, 구체적인 영토는 알려져 있지 않다. 군사력은 불명이지만, 항공모함 기동부대를 보유하며, 독립 국가 연합군의 주력이 된 점 등, 에루지아에는 미치지 못하지만 규모 있는 군대를 보유하고 있었다고 알려진다.
대륙 국가들의 경제 동맹과 중앙 유지아 조약 기구의 주요 회원국으로, 1990년대에는 서쪽의 에루지아 공화국과 '무장 평화'라고 불린 대립 관계에 있었다. 1995년 스컬리 제도에서 발생한 반정부 세력의 반란 진압에 성공했다. 율리시스의 낙하가 확정되었을 때에는 동맹국들과 함께 분주하게 대책을 주도했다. 대륙 전쟁에서 에루지아가 산살바시온을 점령했을 때에는 독립 국가 연합군의 결성을 주도했다. 전쟁 이후 난민 문제와 발전소 등의 에너지 문제에 대처하지 못해 여러 나라들의 경제 동맹 탈퇴가 계속되는 등 구심력이 떨어지게 된다.
USEA
USEA는 작중의 2040년 시점에서 대륙 전체를 영토로 하는 연방제 국가이다. 다국적 기업인 '제너럴 리소스(일본어: ゼネラルリソース)'에 의해 사법과 행정 등 국가 기능을 장악당하고, 지역 구분으로의 이름만 남은 나라이다.

### 도시
산살바시온
산살바시온은 대륙 북서부에 위치한 도시로, 산살바시온의 수도이다. 오래된 건물이 늘어선 구시가지와, 고층 빌딩이 즐비하고 의사당 등 관청가가 있는 신시가지, 북서부의 공항 등이 있다. 대륙 전쟁 당시에는 인근에 건설중인 고속도로가 있어 에루지아 공군의 야전 비행장으로 사용되었다.
세인트아크
세인트아크(일본어: セントアーク, 영어: Saint Ark)는 대륙 북동부에 위치한 항구 도시이다. 세인트아크 만을 둘러싸고 동쪽과 서쪽 반도가 마주보는 곳에 시가지가 펼쳐져 있다. 서쪽 반도의 끝에 건설된 인공섬에는 공항이 존재한다. '유지아 빅 8' 중 하나인 세인트아크 조선소가 위치해 있다. 유지아 대륙 분쟁 때는 쿠데타군의 잠정적인 수도로 알려졌으며, 유지아 동맹군에 의해 해방된 후 이곳을 탈출한 잠수함이 격침되기 직전 발사한 순항유도탄의 표적이 되기도 했다. 율리시스 낙하 때에는 파편이 인구 밀집지에 낙하해 큰 피해를 입었다. 대륙 전쟁 때에는 독립 국가 연합군이 이곳에서 노스포인트로 철수하고, 대륙 북부의 반격 작전에서의 상륙 지점이 되기도 했다.
셀라타푸라
셀라타푸라는 건터 반도에 위치한 도시 국가이다. 도시 중앙부는 시가지, 서쪽은 공업 지대이며, 동쪽은 해안과 삼림으로 이루어져 있다. 해상 교통의 요지로 선박의 왕래가 많아, 항만 시설 인대에는 컨테이너 야적장이 펼쳐져 있다. 도시 중앙부에는 스타디움과 대관람차, 컨벤션 센터, 최신식 빌딩이 들어서 있다. 율리시스 파편의 충돌로 형성된 충돌구는 우주 엘리베이터의 건설지가 되어, 다리와 지하 터널로 연결되었다.
앵커헤드
앵커헤드(일본어: アンカーヘッド, 영어: Anchorhead)는 앵커헤드만에 접한 에루지아 남부의 항만 도시이다.
엑스포시티
엑스포시티(일본어: エキスポシティー, 영어: Expo City)는 대륙 동부에 위치한 도시이다. 2019년 12월에 등대 전쟁의 정전 조약 체결의 장이 되었다. 2040년 시점에는 현대적인 빌딩들과 미래적인 유선형 건물들이 들어서 있다.
콤버스항
콤버스항(일본어: コンベース港, 영어: Comberth Harbor)은 대륙 남동부에 위치한 항만 도시이다. 콤버스항에 위치해 있다고 알려지는 콤버스 조선소는 유지아 빅 8 중 하나로 꼽힌다. 넓은 만을 거대한 현수교가 동서로 잇고 있으며, 만 한쪽에는 고층 빌딩이 들어선 시가지가, 다른 쪽에는 공장과 조선소가 위치해 있다. 만 안쪽에는 항만이 위치하며, 근교에는 대규모의 석유화학 공단이 위치해 있다. 대륙 전쟁 때는 에루지아군의 함대가 정박하고, 노스포인트 침공을 위해 긴급 병력을 집결시켰으나 독립 국가 연합군의 항공 공격으로 함대와 항만 시설이 막대한 피해를 입었다.
파반티
파반티(일본어: ファーバンティ, 영어: Farbanti)는 대륙 서부 해안에 위치한 항만 도시이다. 에루지아의 수도이다. 율리시스의 파편이 낙하하면서 지각변동이 발생해, 서쪽 시가지가 수몰되었다.
포트에드워즈
포트에드워즈(일본어: ポートエドワーズ, 영어: Port Edwards)는 대륙 북동부에 위치한 항만 도시이다. 각 지구를 잇는 대규모 고속도로만과 유지아 빅 8 중 하나로 꼽히는 포트에드워즈 조선소가 위치해 있다. 유지아 대륙 분쟁 당시에는 쿠데타군의 최대 거점 중 하나로, 고속도로망이 야전 비행장으로 사용되었다.

### 시설
국제 우주 엘리베이터
국제 우주 엘리베이터(일본어: 国際軌道エレベーター, 영어: International Space EleVator, ISEV)는 대륙 재건의 기반이 되는 우주 태양광 발전을 목적으로 개발된 우주 엘리베이터이다. 2011년 오시아의 주도로 국제 우주 엘리베이터 공사가 설립되어, 70개월간의 건설 끝에 완공되었다. 탑의 높이에서 '등대'라는 통칭이 붙었다.
유지아 대륙 각국은 율리시스 낙하와 대륙 전쟁으로 장기간 난민 문제와 발전소 등의 에너지 문제를 안게 되었으며, 대륙 전쟁에서 승리한 독립 국가 연합군이 전쟁 이후 해산하고 나서부터 한때 보류되었던 이러한 문제들이 표면화되었다. 중앙 유지아 연합은 이에 대한 효과적인 대응책을 내놓지 못하고 동력을 떨어뜨려, 여러 나라들의 경제 동맹 탈퇴가 속출했다. 한편 오시아는 환태평양 전쟁 이후 유크토바니아와의 관계를 복원하여 경제 발전을 계속하고 있었으며, 정보통신, 군사, 금융 서비스, 우주 개발에서 타의 추종을 불허할 정도의 성공을 거두고 있었다. 국가 간 격차 확대를 우려한 오시아는 피해 지역에 돈을 뿌리는 것만으로는 재건이 이루어질 수 없다는 계산에 따라 우주 엘리베이터 건설 계획을 세웠고, 오시아가 초기 투자와 기반 기술 제공을 맡고, 유지아 대륙의 나라들에 전문 연구와 노동력 확보를 맡겼다. 건설의 최대 이유는 우주 태양광 발전을 이용하기 위해서였다. 적도 상공의 정지 궤도에 태양광 발전 위성을 건조하여, 태양광을 모아 발전을 한 위성으로부터 에너지를 마이크로파 형태로 지상 안테나로 보내는 형태로, 유지아 대륙 전역에 공평하고 영구적인 에너지 자원 공급을 도모하는 것을 목적으로 하고 있었다. 건설 후보지로는 셀라타푸라가 입후보했다. 적도 부근의 바다와 가깝고 경제자유구역으로 발전하고 있어 다국적 기업의 진출지가 되고 있었기 때문에, 에루지아의 반대를 무릅쓰고 오시아는 셀라타푸라 근해의 충돌구를 부지로 하여 건설하는 데에 합의했다. 2012년 봄에는 오시아와 노스포인트에서 교육자들이 파견되었다. 또한 우주 엘리베이터는 테러리스트의 좋은 표적이 되기 때문에, 오시아는 평화유지군의 주둔을 늘리는 것이나, 새로운 방어 기능 정비 계획도 공표했다. 에루지아에서는 시민들의 반대 운동이 격화되었지만, 에루지아의 과도정부는 시민들의 의견을 반영한 외교 정책을 추진할 능력이 없었다.
건설 현장에서는 대륙 각지에서 단기 취업 비자로 파견된 노동자들이 약 1만 명씩 교대해가며 종사했다. 노동자들은 2주 간 가상 현실 교육을 받고, 2달 간 일하면서 최첨단 건축 시공 기술에 대한 지식과 월급을 받고 본국으로 돌아갔다. 이 시설에서만 총 100만 명의 유지아인이 건설에 종사하게 되며, 노동자들의 경험은 유지아 지역의 재건에 반영되어 가도록 되어 있었다. 높은 기량을 요구하는 시공이나 사고 대책은 인간이 집중적으로 실시했지만, 자재 운반이나 천정 등 높은 곳의 작업은 건설 로봇이 실시했다. 2013년 1월에는 최초의 케이블 운반 로켓이 발사되었다. 지구 저궤도에서 건조된 건설용 우주선은 지상에서 조사되는 레이저를 받아 지구를 돌며 상승하여 5월에 정지 궤도에 도달했다. 지구의 자전 속도와 같은 속도로 공전하는 우주선은 케이블의 한쪽은 지구를 향하고, 다른 한쪽은 우주를 향하며 상승을 계속했다. 9월에는 케이블이 지상에 도착하고, 다른 한쪽에서 고도 96,000km에 이른 우주선이 무게중심을 맞추며 우주 엘리베이터의 기초가 완성되었다. 이 단계에서는 케이블 한 개당 지지력이 500kpf밖에 되지 않아, 자동차 한 대도 들어올릴 수 없으므로, 보강 케이블을 붙여 서서히 지지력을 높이는 공사를 시작했다. 5년에 걸쳐 최종적으로 100톤 가량의 무게를 들어올릴 수 있는 엘리베이터의 실용화가 가능해졌다. 정지 궤도의 정거장도 가동에 들어가고, 여객용 엘리베이터도 실용화되었다.
고도 12km까지는 바람과 공격으로부터 우주 엘리베이터를 지키기 위해 방재용 방어벽으로 덮여 있어 전투기의 유도탄 공격에도 견딜 만한 강도를 지니고 있다. 또한 높이를 살려 세계에서 가장 높은 전파탑으로 기능하며, 이론상으로는 지구 절반의 범위까지 통신을 보낼 수 있다. 우주 엘리베이터의 꼭대기에는 재해나 공격 등으로 발생하는 우주 엘리베이터의 이상을 감지하기 위한 6개의 위치 표지가 설치되어 있어, 모두 파괴되면 마이크로파 송전이 중단된다. 지상에서는 셀라타푸라와 다리로 연결되어 있으며, 해저 터널을 통해 궤도 엘리베이터 바로 아래까지 이동이 가능하다. 해저 터널은 중앙에 자동차용 터널이, 그 양쪽에 철도용 터널 2개가 만들어졌다. 우주 엘리베이터 지하 부분의 벽에는 5개의 중계기가 설치되어 있다. 우주 엘리베이터의 지상 부분까지는 셀라타푸라항에서 페리로 약 30분이면 도착할 수 있다.
더 킵
더 킵(일본어: ザ・キープ, 영어: The Keep)은 앰버 산맥에 위치한 고성이다. 성 전체의 길이는 1,320m, 폭은 1,580m이다. 성은 여러 대공 무기가 설치된 요새로 개조되고, 인근 하천에는 항공기 이착륙용 활주로교와 관제탑이 건설되었다. 유지아 대륙 분쟁 당시에는 쿠데타군의 전선 보급 기지가 되었으나, 유지아 동맹군 공군의 용병 부대에 의해 기능을 상실했다.
리글리 비행장
리글리 비행장(일본어: リグリー飛行場, 영어: Rigley Air Base)은 포트에드워즈의 동쪽의 전원지대에 위치한 비행장이다. 남쪽에는 변전소, 북쪽에는 호수가 있다. 원래 민간 비행장이었지만 대륙 전쟁 당시 에루지아 공군에 의해 독립 국가 연합군 총사령부가 위치한 노스포인트를 공습하기 위해 대규모로 개보수가 이루어져 전선 기지가 되었다. 대규모의 폭격기 부대를 집결시켜 공습 준비를 진행하던 것을 독립 국가 연합군 공군이 급습하여, 폭격기 부대는 궤멸당하고 이후 비행장도 탈환되었다.
해상 플랫폼
해상 플랫폼(일본어: 洋上プラットフォーム, 영어: Naval Platform)은 스나이더즈 톱 해상에 위치한 구조물이다. 대륙 전쟁 종전 이후 대륙 국가들의 경제 동맹에 의해 건설되었다. 해상에 위치한 구조물과 계곡에 위치한 구조물이 있다.
포트에드워즈에서 노스포인트 등으로 향하는 해로상에서는 풍랑과 유빙에 의한 선박 피해가 종종 발생하고 있어, 석유 채굴 플랫폼을 연결해 거점으로 삼았다. 상판은 큰 갑판으로, 선박의 항행이 곤란한 경우 수송기를 통해 공수하는 것이 가능하다. 이에 따라 항공 연료 비축 시설, 기중기, 건선거 등이 위치해 있다. 계곡에 위치한 구조물은 대형 선박의 기항지로, 주로 보급을 담당한다.
등대 전쟁 발발과 함께 에루지아군에게 장악되어, 곳곳에 대공 무기가 설치되었다. 함대의 모항과 항공 기지로 사용되며 대륙 동부의 오시아군을 압박하다가 오시아군의 기습 공격으로 큰 피해를 입었다.

## 참고 문헌
- 《에이스 컴뱃 2(일본어: エースコンバット2)》, 남코, 1997년.
- 《에이스 컴뱃 3: Electrosphere(일본어: エースコンバット3 エレクトロスフィア)》, 남코, 1999년.
- 《에이스 컴뱃 04: Shattered Skies(일본어: エースコンバット04 シャッタードスカイ)》, 남코, 2001년.
- 《에이스 컴뱃 5: The Unsung War(일본어: エースコンバット5 ジ・アンサング・ウォー)》, 남코, 2004년.
- 《에이스 컴뱃 제로: The Belkan War(일본어: エースコンバット・ゼロ ザ・ベルカン・ウォー)》, 남코, 2006년.
- 《에이스 컴뱃 6: Fires of Liberation(일본어: エースコンバット6 解放への戦火)》, 반다이 남코 게임즈, 2007년.
- 《에이스 컴뱃 3D: Cross Rumble(일본어: エースコンバット3D クロスランブル)》, 반다이 남코 게임즈, 2012년.
- 《에이스 컴뱃 인피니티(일본어: エースコンバット インフィニティ)》, 반다이 남코 엔터테인먼트, 2014년.
- 《에이스 컴뱃 7: 스카이즈 언노운(일본어: エースコンバット7 スカイズ・アンノウン)》, 반다이 남코 엔터테인먼트, 2019년.
- 《에이스 컴뱃 2 남코 공식 가이드북(일본어: エースコンバット2 ナムコ公式ガイドブック)》, 남코, 1997년
- 《에이스 컴뱃 04: Shattered Skies 오피셜 가이드북(일본어: エースコンバット04 シャッタードスカイ オフィシャルガイドブック)》, 패미통, 2001년
- 에이스 컴뱃 어설트 호라이즌 한정판 부록 《ACES at WAR A HISTORY》, 반다이 남코 게임즈, 2011년.
- 에이스 컴뱃 7 컬렉터즈 에디션 한정판 부록 《ACES at WAR A HISTORY 2019》, 반다이 남코 엔터테인먼트, 2019년.